# Auerhammer Metallwerk
Die Auerhammer Metallwerk GmbH ist ein Plattier- und Kaltwalzunternehmen, das vor allem Nickelbasislegierungen verarbeitet. Es geht zurück auf einen 1526 gegründeten Eisenhammer. Seit 2014 ist das Unternehmen eine hundertprozentige Tochtergesellschaft der Wickeder Westfalenstahl GmbH.
Bei Thermobimetall ist das Unternehmen europäischer Marktführer.
Zu den Abnehmern gehören zum Beispiel die Elektroindustrie, die Schweißindustrie, die Hausgerätehersteller, große Teile der Zuliefererindustrie und der Maschinen- und Anlagenbau.

## Geschichte

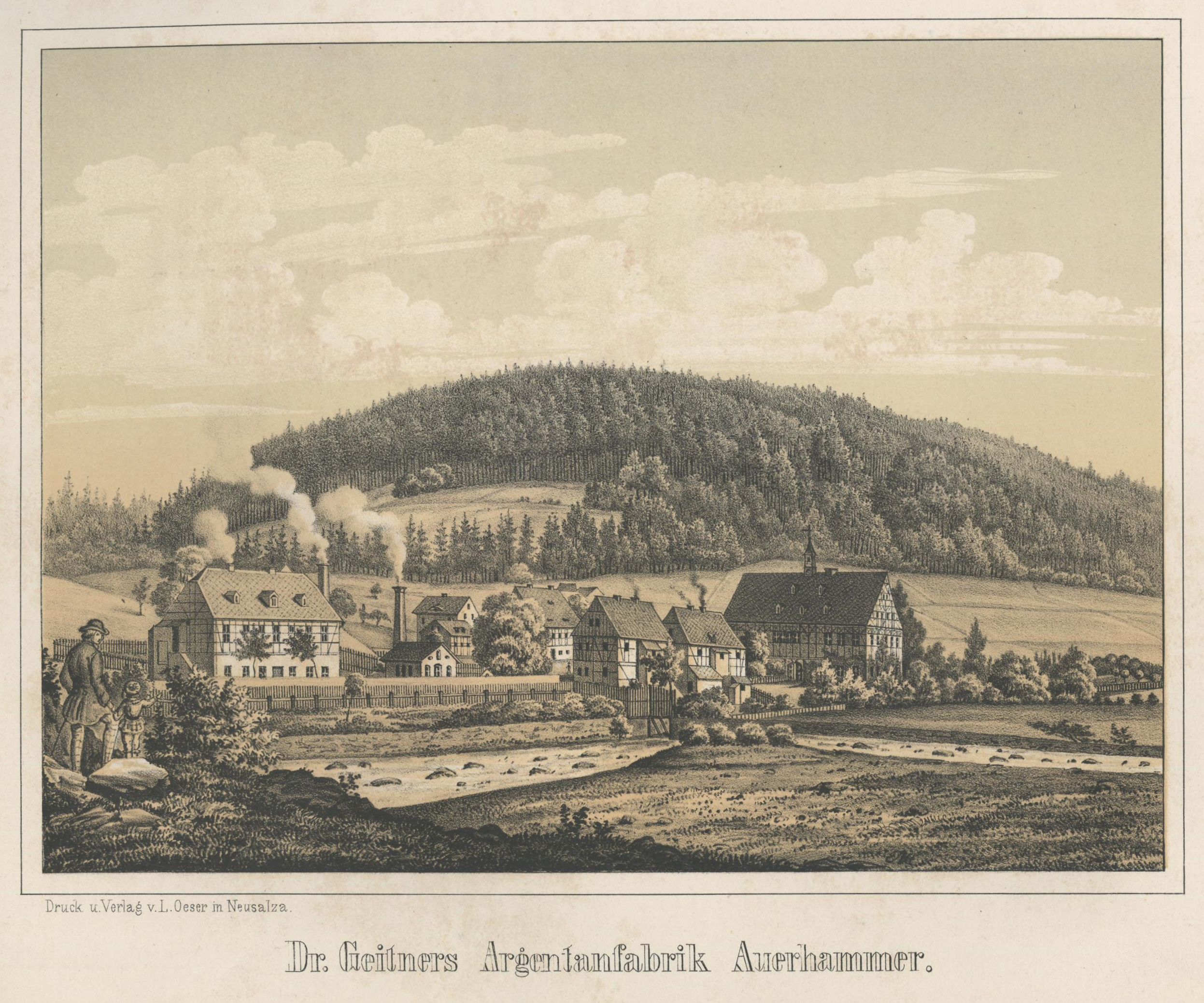
Dr. Geitners Argentanfabrik; um 1860

Die erste geschichtliche Erwähnung des Uttenhofer Eisenhammers, der sich ausgangs des 17. Jahrhunderts im Besitz von Veit Hans Schnorr von Carolsfeld befand, erfolgte 1526. Hier wurde Weißblech als Ausgangsbasis für allerlei Haushaltsgegenstände gefertigt. Aus diesem Hammerwerk entwickelte sich bis zum beginnenden 19. Jahrhundert die Argentanfabrik in Aue, deren Bedeutung in der erstmaligen Herstellung von Argentan lag, einer Legierung zur Produktion von Besteck, entwickelt von Ernst August Geitner. Das neuartige gewalzte Material diente in der Folge als Basis für die Ansiedlung weiterer metallverarbeitender Betriebe in Aue. In den 1820er Jahren wurden in der Argentanfabrik verschiedene Nichteisenmetalle zu Halbzeugen wie Blech, Stangen oder Rohren verarbeitet. 
Nach Geitners Tod 1858 führte der 1842 in die kaufmännische Leitung eingetretene Franz Adolph Lange das Unternehmen unter dem Namen Sächsische Kupfer- und Messingwerke F. A. Lange weiter. Um die Expansion seines Unternehmens voranzutreiben, erwarb er 1873 den zum Verkauf stehenden Königlich-Sächsischen Kupferhammer in Grünthal vom sächsischen Staat.

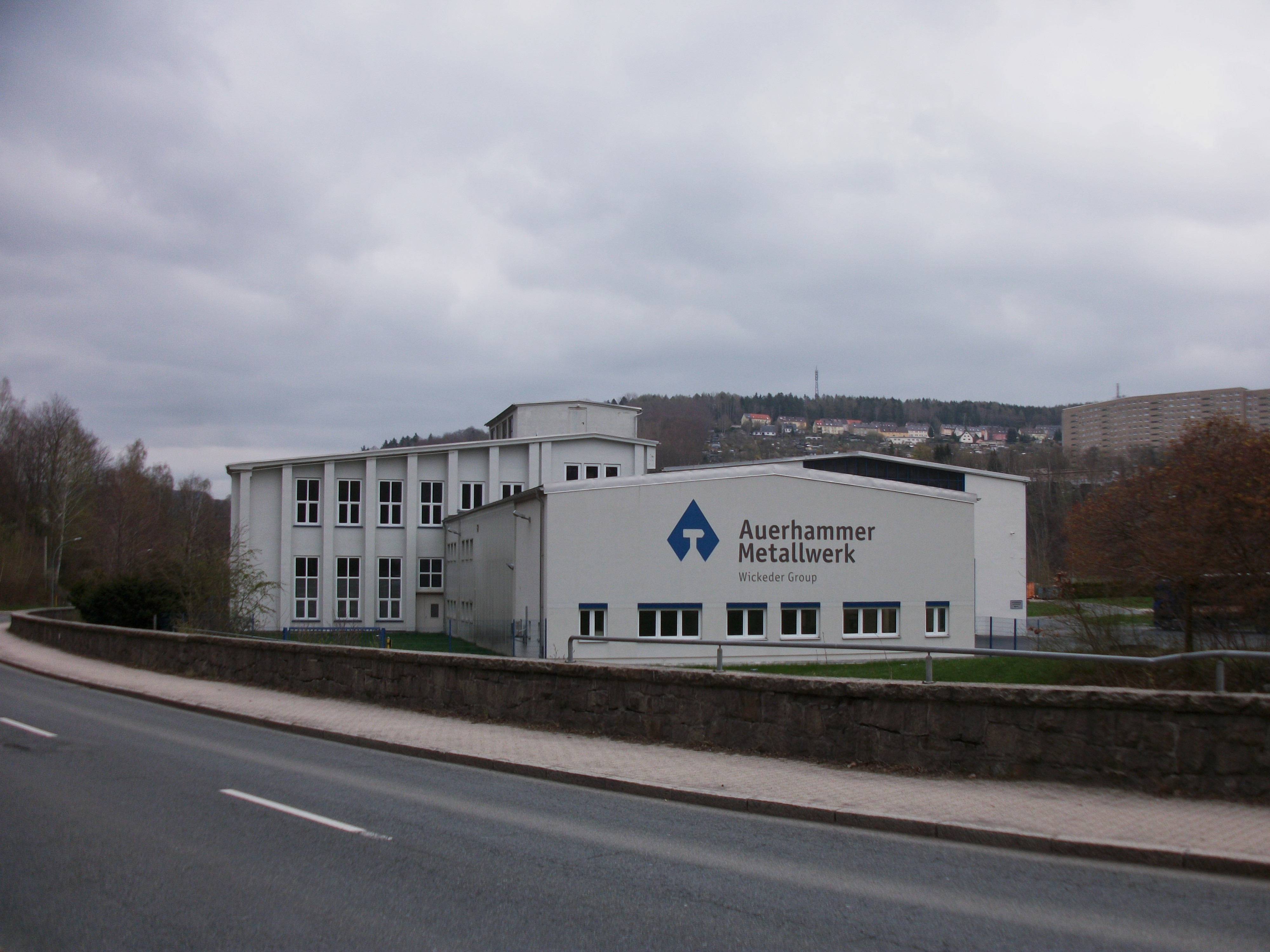
Auerhammer Metallwerk

Eine weitere wichtige Etappe war die Übernahme der gegenüber der Geitnerschen Fabrik 1842 gegründeten Argentan und Argentanwarenfabrik von Lindner und Unger im Jahr 1885.
In einer Werbeanzeige aus den 1890er Jahren ist zu lesen:

„F. A. Lange, Auerhammer bei Aue. Niederlagen meiner Werke unter eigener Firma Berlin C, Seydelstraße 14, Klingenthal in Sachsen; Prag, Heuwagsplatz 9; Wien II, Westbahnstraße 5; Paris Boulevard Voltaire 1; Neuchâtel, Faubourg du Crêt 23. Schwesterwerke: Sächs. Kupfer- und Messingwerke F. A. Lange, Grünthal i.S. mit Draht- und Walzwerken ‚Schweinitzmühle‘ bei Böhmisch-Grünthal. (Und): Vertretungen an allen größeren Plätzen des In- und Auslandes“

Ein Blick in das Berliner Adressbuch jener Jahre bestätigt die genannte Niederlassung.
Im Jahr 1914 gab es in der Argentanfabrik mehr als 1000 Beschäftigte. Im Jahr 1918 gelang es Entwicklern in dem Werk, erstmals Kupfer auf Stahl zu plattieren. Das Auerhammer Metallwerk wurde im Jahr 1931 in die Aktiengesellschaft F. A. Lange, Metallwaren A.G. umgewandelt.

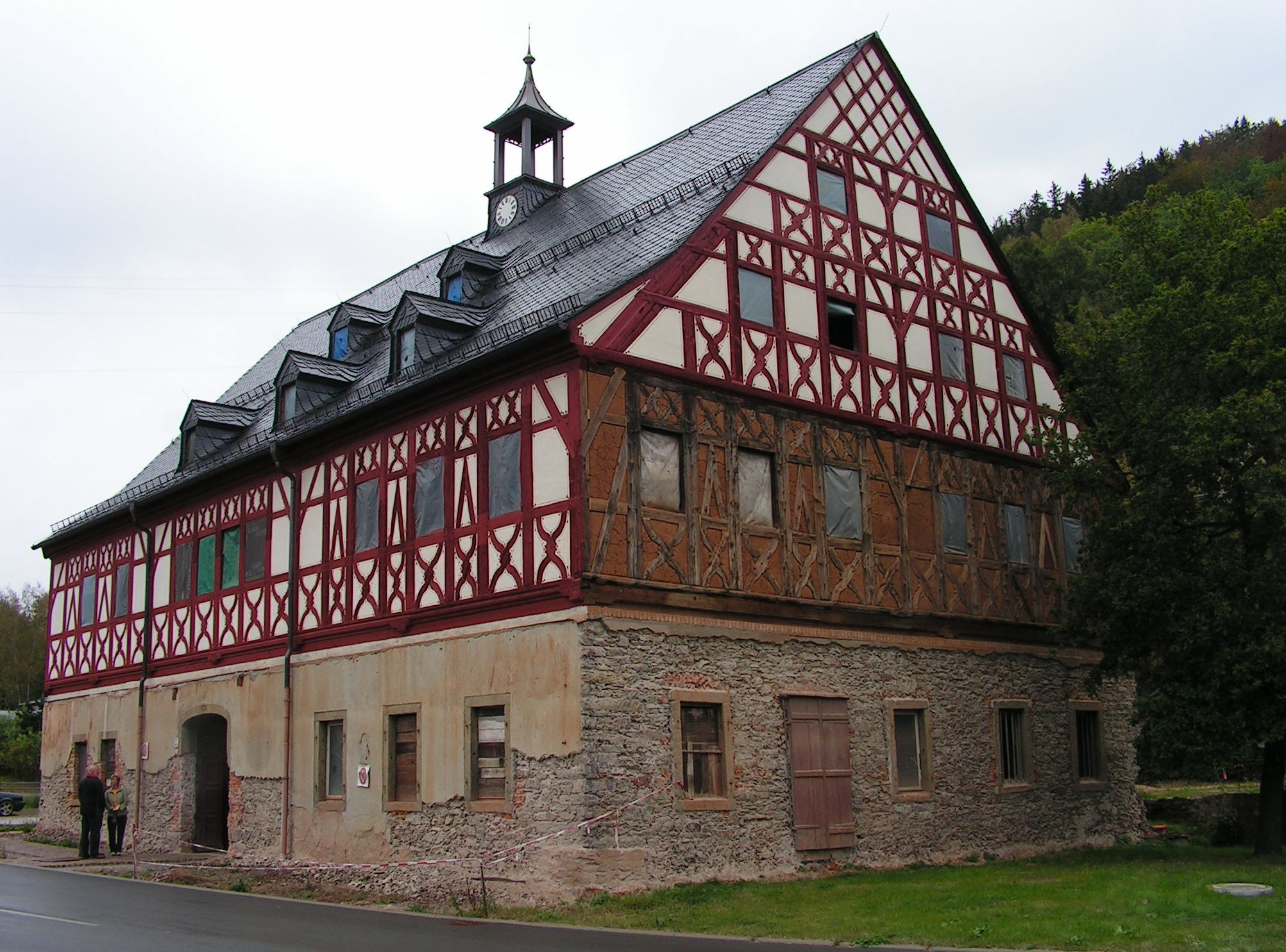
Hammerherrenhaus; Bild aus dem Jahr 2009, nach erfolgter Sanierung

Die im Laufe der Entwicklung errichteten Fabrik-, Wirtschafts- und Verwaltungsgebäude sind meistens nicht erhalten. Jedoch das Hammerherrenhaus zeugt von der erfolgreichen Produktionstätigkeit und steht unter Denkmalschutz.
Nach dem Ende des Zweiten Weltkriegs wurde die Fabrik fast komplett demontiert und diente als Reparationsleistung für die Sowjetunion. Erst 1948 entstand aus der ehemaligen Aktiengesellschaft in den verbliebenen Hallen ein Volkseigener Betrieb (VEB) mit der Bezeichnung VEB Halbzeugwerk Auerhammer, der später als Betriebsteil zum Bergbau- und Hüttenkombinat „Albert Funk“ Freiberg gehörte. Die Produktion von Halbzeugen wurde wieder aufgenommen. Die Umstellung auf verfügbare Ausgangsstoffe aus der Region wie Eisen, Nickel und Kobalt führten zur Entwicklung und Herstellung von Sonderlegierungen (Eisen-Nickel, Eisen-Kobalt und Eisen-Nickel-Kobalt) zur Sicherung der Produktion. Ein neues Material waren Thermobimetalle. Die Produktpalette wurde 1966 durch Einschmelzlegierungen erweitert. Im Halbzeugwerk waren in Spitzenzeiten 1700 Personen beschäftigt, die Sonderwerkstoffe vor allem für die Elektrotechnik, Elektronik, Medizintechnik, BMSR-Technik und für den wissenschaftlichen Gerätebau produzierten.

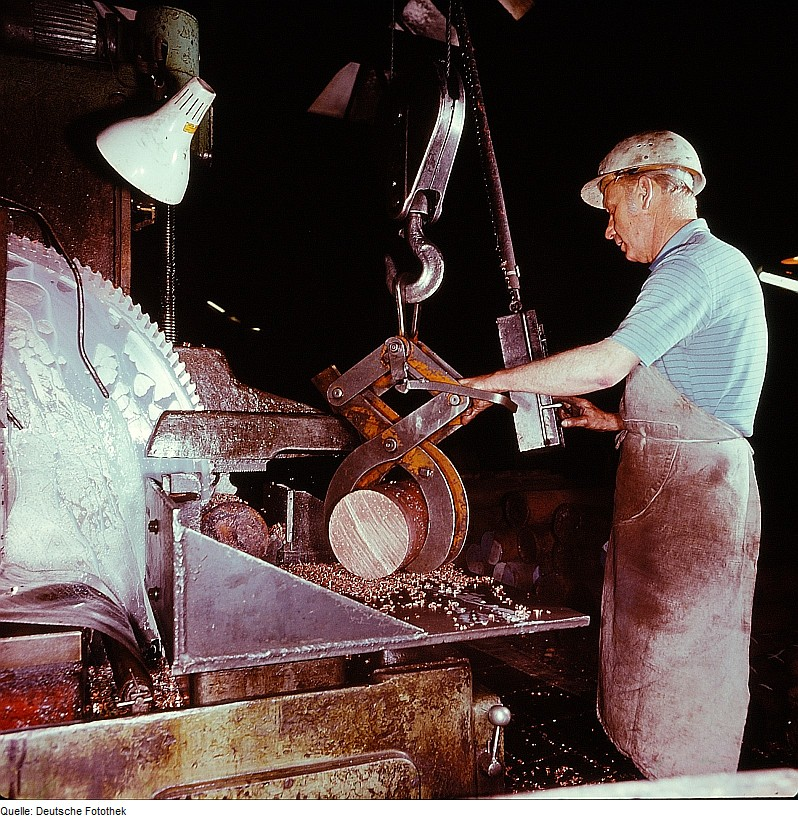
Ein Metallurge an der Strangpresse des Halbzeugwerkes; 1977

Seit 1984 steht die Technologie des Kaltwalzplattierens zur Verfügung, das die Arbeitsgänge Kaltwalzen und Plattieren in sich vereinigt. Ab den 1960er Jahren ließ die Betriebsleitung schrittweise die historischen Fabrikhallen durch Neubauten ersetzen und Sozialeinrichtungen wie eine Betriebskantine hinzubauen. Zur Produktionserweiterung von Kaltwalzerzeugnissen wurde beispielsweise im Jahr 1981 im Beisein hochrangiger Politiker der DDR der Grundstein für die neue Halle 1 gelegt.
Nach der Wende erfolgte nach einer Phase der treuhänderischen Verwaltung 1990 mit der Eintragung in das Handelsregister der Übergang zur neuen Rechtsform. Aus dem VEB Halbzeugwerk Auerhammer wurde die Auerhammer Metallwerk GmbH mit einigen der Arbeiter und Angestellten sowie durch Weiterverwendung der bestehenden Anlagen. Die erste Zertifizierung nach ISO 9001 geschah 1994.
Parallel zur Weiterführung der Produktion wurden das große Gelände der ehemaligen Halbzeugwerke beräumt und etliche Gebäude abgerissen. Das Hammerherrenhaus wurde saniert, die übrigen ebenfalls sanierten Gebäude konnten anderen Verwendungen zugeführt werden. Der Umbau des Firmengeländes war 2008 beendet.

## Produkte
Zu den plattierten Produkten gehören Thermobimetalle und Plattierungen für Münzen. Hinzu kommen Metallbänder aus weichem unlegiertem Stahl mit verschiedenen Metallauflagen, Bänder aus Edelstahl oder aus metallischen Materialkombinationen sowie metallische Folien nach Kundenwünschen.